# 올레크 말체프 (유도 선수)
올레크 비탈리예비치 말체프(러시아어: Оле́г Вита́льевич Ма́льцев, 1967년 11월 19일~)는 러시아의 전직 유도 선수이다. 1992년 하계 올림픽과 1996년 하계 올림픽 남자 미들급에 참가했다. 또한 세계 선수권 대회에서 동메달 1개를 획득했으며 유럽 선수권 대회에서 금메달 1개, 은메달 1개, 동메달 2개를 획득했다.